# Kathedraal van Cádiz
De Kathedraal van Cádiz, voluit de Kathedraal van het Heilig Kruis van Cádiz (Spaans: Catedral de Santa Cruz de Cádiz), is een Rooms-katholieke kathedraal in de stad Cádiz in Zuid-Spanje. Het is de zetelkerk van het bisdom Cádiz en Ceuta.
In de kapellen hangen vele schilderijen en worden relikwieën bewaard uit de vroegere kathedraal en verder uit kloosters uit heel Spanje. In de crypte liggen de componist Manuel de Falla en de dichter en toneelschrijver Jose María Pemán begraven. Beide werden geboren in Cádiz. Eén van de torens is geopend voor het publiek en kan worden beklommen. 

## Geschiedenis
De kathedraal werd gebouwd tussen 1722 en 1838. Ze staat op de plaats van een oudere kathedraal die in 1260 werd voltooid en in 1596 afbrandde. De herbouw werd niet eerder begonnen dan in 1776. De architect Vicente Acero had de leiding van de bouw, maar hij verliet het project en werd opgevolgd door verschillende andere architecten. Als gevolg hiervan duurde de bouw van de grotendeels barokke kathedraal 116 jaar. Dankzij deze lange periode onderging de bouw een aantal belangrijke wijzigingen in het oorspronkelijke ontwerp. Hoewel de kathedraal oorspronkelijk in de barokke stijl werd ontworpen, bevat ze ook rococo- en neoclassicistische elementen. 
De kathedraal werd in 1931 op de lijst van het cultureel erfgoed geplaatst. 

## Afbeeldingen

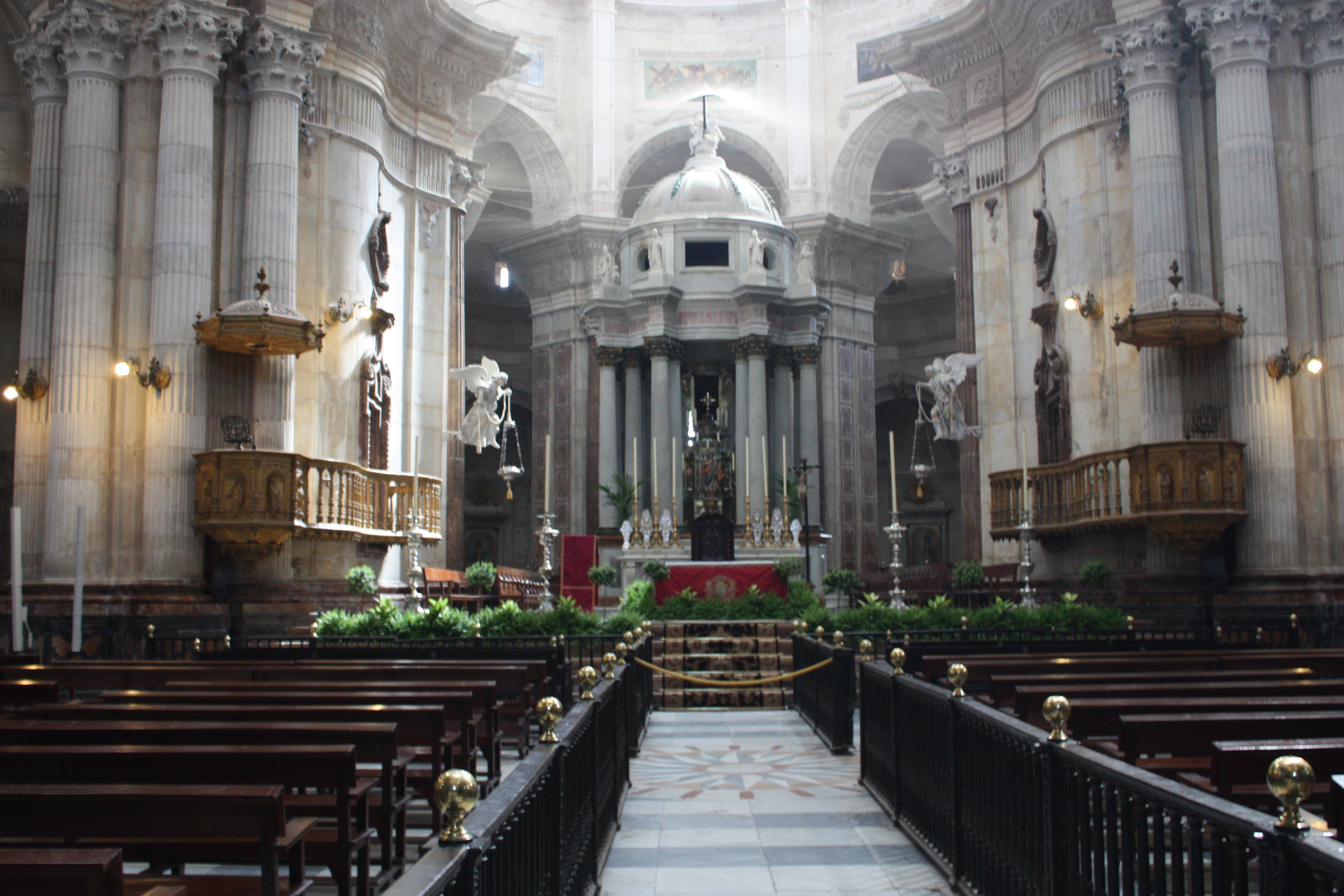
Interieur
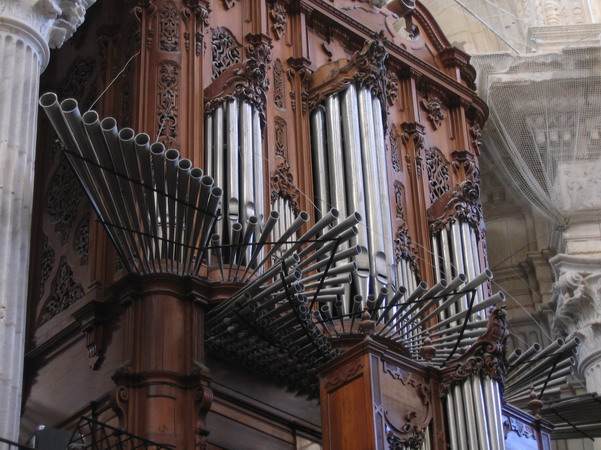
Orgel
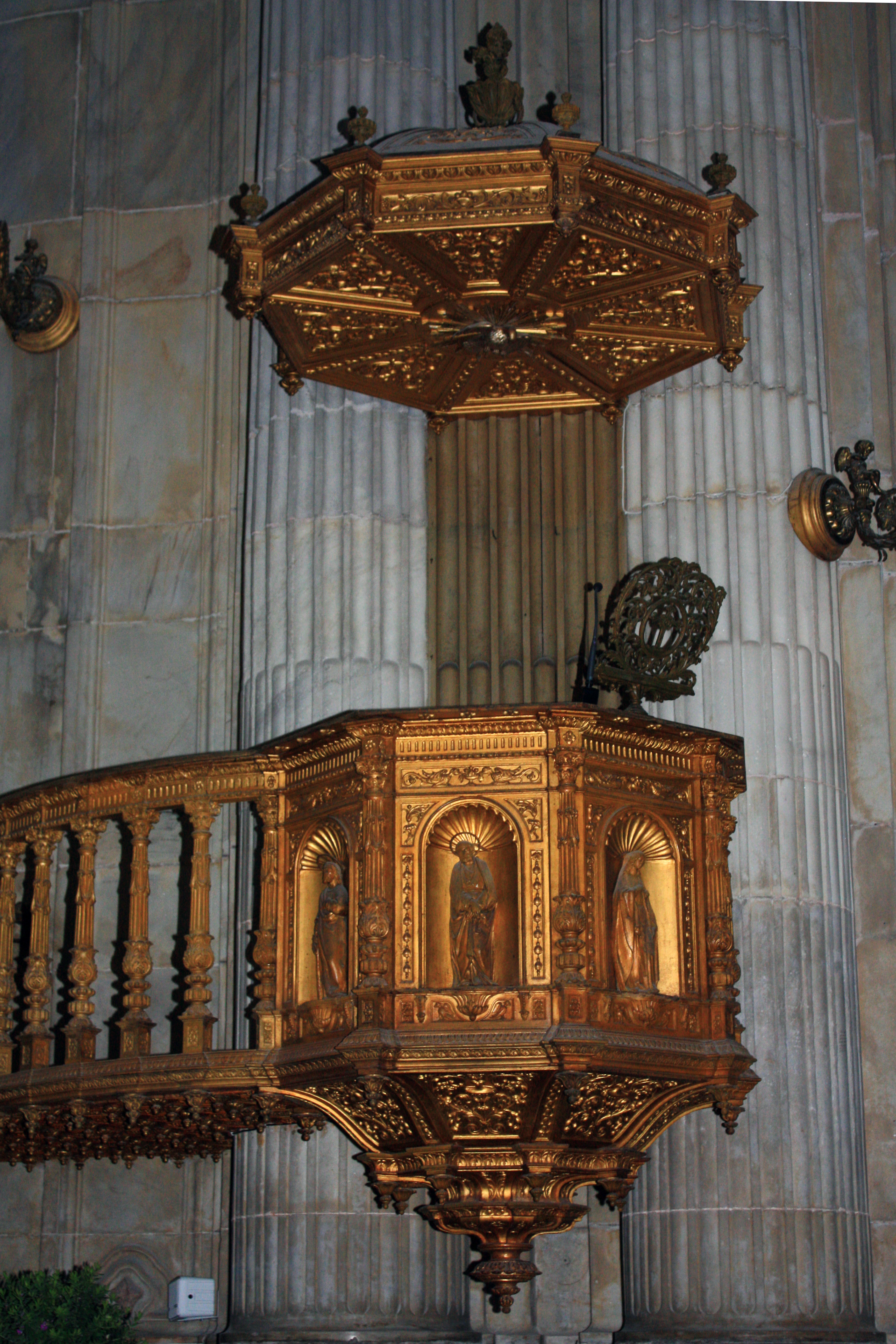
Kansel